# NGC 481
NGC 481 is een elliptisch sterrenstelsel in het sterrenbeeld Walvis. Het hemelobject ligt ongeveer 229 miljoen lichtjaar van de Aarde verwijderd en werd op 20 november 1886 ontdekt door de Amerikaanse astronoom Lewis A. Swift.

## Synoniemen
- PGC 4899
- MCG -2-4-30